# ベルワイド
ベルワイド（1968年4月13日 - 1985年2月14日）は日本の競走馬。同期に二冠馬ヒカルイマイがいる1971年世代。 父インディアナ（代表産駒タケホープ）の血を濃く受け継ぎ長距離戦に強かった。おもな勝ち鞍は1972年春の天皇賞・セントライト記念。顔の模様に特徴があり、？（クエスチョンマーク）型の流星を持っていた。

## 戦績
1970年10月18日にデビュー戦を大差で圧勝。次走も勝ってクラシックへの足掛かりを掴んだかと思えたが、その後は勝ち鞍を稼げず、弥生賞3着・スプリングステークス2着でクラシックに臨んだものの、セントライト記念勝利以外は不本意な結果（皐月賞11着・日本ダービー6着・菊花賞4着）に終わった。
翌年（1972年）休養明けのオープン快勝の勢いに乗り挑戦した春の天皇賞では単勝1番人気に推された。レースでも向う正面で先頭に立ち鮮やかに逃げ切ったのである。その後は不振に陥るが、1973年オープンで久しぶりの勝利を味わうと、地方競馬招待6着の後で挑戦した秋の目黒記念では、タニノチカラの3角捲りの暴走にも助けられてか直線で鋭く差し切った。タニノチカラでの強引な騎乗故に鞍上の田島日出雄は随分と批判を浴び、結果タニノチカラは3着。ベルワイド復活を強く印象付けた。その後は二度と勝利の美酒を味わう事は無く、1974年第15回宝塚記念はハイセイコーの5着。この時、詩人の志摩直人は関西テレビの競馬中継放送内で『よく来てくれましたねぇ〜』と同馬の参戦を労っていた。
晩年は下の世代が強豪揃いだった為に、成績も上がらず苦戦した。

## 引退後
1974年年末の有馬記念を最後に引退したベルワイドは、中央競馬会に内国産種牡馬として1800万円で購入、日本軽種馬協会に寄贈され、宮崎県で供用された。
種牡馬生活に突入したが、長距離血統のイメージが強い事が仇となり結果を出せずに終わった。代表産駒は1982年皐月賞4着のタケデンフドー。
その後、東京大学農学部付属牧場に移ったベルワイドは1985年2月14日にこの世を去る。研究目的要素もある大学の付属牧場で最後を迎えた為、他馬に比べ死に至るまでの詳細が克明に残されており（当時、競馬場で予後不良になった馬以外は死因はおろか最後の消息すら不明な事が多かった）、それによるとベルワイドの公式の死因は「上位神経機構障害により安楽死」であった。
なお、ベルワイドの後釜として東大牧場に入った種牡馬はロングホークである。

## 血統表
| ベルワイドの血統（ネアルコ系 / Pharos4×4・4=18.75%、Tourbillon4×4=12.50%（母内）、Gainsborough4×5=9.38%） | ベルワイドの血統（ネアルコ系 / Pharos4×4・4=18.75%、Tourbillon4×4=12.50%（母内）、Gainsborough4×5=9.38%） | ベルワイドの血統（ネアルコ系 / Pharos4×4・4=18.75%、Tourbillon4×4=12.50%（母内）、Gainsborough4×5=9.38%） | （血統表の出典） | （血統表の出典） |
| 父 *インディアナ Indiana 1961 鹿毛                                                                        | 父の父Sayajirao 1944 黒鹿毛                                                                               | Nearco | Pharos           | Pharos           |
| 父 *インディアナ Indiana 1961 鹿毛                                                                        | 父の父Sayajirao 1944 黒鹿毛                                                                               | Nearco | Nogara           |                  |
| 父 *インディアナ Indiana 1961 鹿毛                                                                        | 父の父Sayajirao 1944 黒鹿毛                                                                               | Rosy Legend                                                                                               | Dark Legend      | Dark Legend      |
| 父 *インディアナ Indiana 1961 鹿毛                                                                        | 父の父Sayajirao 1944 黒鹿毛                                                                               | Rosy Legend                                                                                               | Rosy Cheeks      |                  |
| 父 *インディアナ Indiana 1961 鹿毛                                                                        | 父の母Willow Ann 1942 栗毛                                                                                | Solario                                                                                                   | Gainsborough     | Gainsborough     |
| 父 *インディアナ Indiana 1961 鹿毛                                                                        | 父の母Willow Ann 1942 栗毛                                                                                | Solario                                                                                                   | Sun Worship      |                  |
| 父 *インディアナ Indiana 1961 鹿毛                                                                        | 父の母Willow Ann 1942 栗毛                                                                                | Court of Appeal                                                                                           | Apelle           | Apelle           |
| 父 *インディアナ Indiana 1961 鹿毛                                                                        | 父の母Willow Ann 1942 栗毛                                                                                | Court of Appeal                                                                                           | Brown Princess   |                  |
| 母 *コランディア Corandia 1958 鹿毛                                                                       | 母の父Auriban 1949 黒鹿毛                                                                                 | Pharis | Pharos           | Pharos           |
| 母 *コランディア Corandia 1958 鹿毛                                                                       | 母の父Auriban 1949 黒鹿毛                                                                                 | Pharis | Carissima        |                  |
| 母 *コランディア Corandia 1958 鹿毛                                                                       | 母の父Auriban 1949 黒鹿毛                                                                                 | Arriba | Tourbillon       | Tourbillon       |
| 母 *コランディア Corandia 1958 鹿毛                                                                       | 母の父Auriban 1949 黒鹿毛                                                                                 | Arriba | Orlanda          |                  |
| 母 *コランディア Corandia 1958 鹿毛                                                                       | 母の母Arlanza 1951 栗毛                                                                                   | Djebel | Tourbillon       | Tourbillon       |
| 母 *コランディア Corandia 1958 鹿毛                                                                       | 母の母Arlanza 1951 栗毛                                                                                   | Djebel | Loika            |                  |
| 母 *コランディア Corandia 1958 鹿毛                                                                       | 母の母Arlanza 1951 栗毛                                                                                   | Pharyva                                                                                                   | Pharos           | Pharos           |
| 母 *コランディア Corandia 1958 鹿毛                                                                       | 母の母Arlanza 1951 栗毛                                                                                   | Pharyva                                                                                                   | Souryva F-No.9-e |                  |